# Крісто Дако
Крісто Дако (алб. Kristo Dako; нар. 1876, Корча, — пом. 1941 там само) — албанський педагог, активіст за незалежність і журналіст.
Він походив з родини православних купців. У дитинстві він емігрував з батьками до Бухареств, Румунія. Там він закінчив середню школу і вивчав математику у Бухарестському університеті. Після отримання освіти, він переїхав до Сполучених Штатів, де вивчав філософію.
У 1910 році він став директором школи у Ельбасані (Shkolla Normale). Під час Першої світової війни він був у США, де видавав газету Dielli (Сонце), пов'язану з паналбанською федерацією Vatra. Учасник мирної конференції у Парижі, як представник албанської діаспори. У 1919 році він двічі зустрічався з президентом США, Вудро Вільсоном, представляючи йому позицію албанської діаспори щодо Албанської держави.
У грудні 1921 року він був призначений міністром освіти в уряді Хасана Пріштіни. Він був засновником Інституту для дівчаток Qiriazi (Instituti Femëror të Vajzave «Kirias»), який діяв у Корчі. Дако також є автором офіційної біографії короля Зогу I.

## Праці
- Cilet jane Chqipetaret? («Who are the Albanians?»), Монастір, 1911
- Albania, the master key to the near east, Бостон, 1919
- Liga e Prizrenit («The League of Prizren»), Бухарест, 1922
- Shenime historike nga jeta dhe vepra e Nalt Madherise se tij Zogu i Pare, Mbret i Shqiptarevet («Historical notes from the life and works of His Highness Zog First King of Albanians»), Тирана, 1937